# Neumarkt in der Steiermark
Neumarkt in der Steiermark – gmina targowa w Austrii, w kraju związkowym Styria, w powiecie Murau. Według Austriackiego Urzędu Statystycznego liczyła 5068 mieszkańców (1 stycznia 2015).